# Chrysophyllis
Chrysophyllis is een geslacht van vlinders van de familie van de grasmotten (Crambidae), uit de onderfamilie van de Spilomelinae. De wetenschappelijke naam van dit geslacht is voor het eerst voorgesteld door Edward Meyrick in een publicatie uit 1934.
Dit geslacht is monotypisch, dat wil zeggen dat het maar één soort heeft namelijk Chrysophyllis lucivaga Meyrick, 1934, uit de Marquesaseilanden.